# موسیقی در پاریس

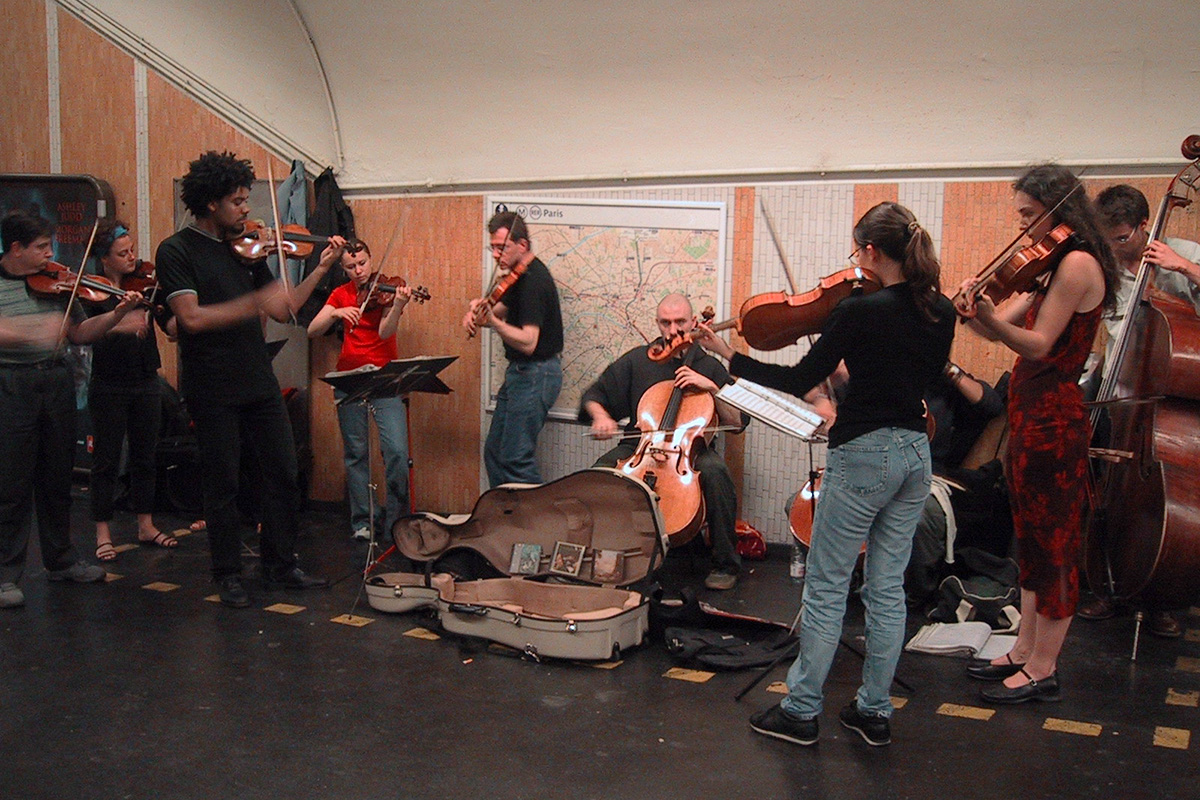
نوازندگان در ایستگاه‌های مترو پاریس برای داشتن یک مکان باید یک آزمون آزمایشی را پشت سر بگذارند.

موسیقی در پاریس (انگلیسی: Music in Paris) شامل ژانرهای متنوعی است، از اپرا و موسیقی سمفونیک گرفته تا تئاتر موزیکال، جاز، راک، رپ، هیپ هاپ، موسیقی سنتی بال موزت و جاز کولی، و هر گونه موسیقی جهانی، به ویژه موسیقی آفریقا و شمال آفریقا. مانند موسیقی الجزایری معروف به رائی. این شهر همچنین به خاطر سالن‌های موسیقی و کلوب‌هایش معروف است. اپرای پاریس با نام رسمی اپرای ملی پاریس که در سال ۱۶۶۹ تأسیس شد، قدیمی‌ترین و مشهورترین گروه اپرای فرانسه است.
باله اپرای پاریس (به فرانسوی: Ballet de l'Opéra de Paris) قدیمی‌ترین شرکت باله ملی در جهان است که در سال ۱۶۶۹ تأسیس شد. بسیاری از باله‌های رمانتیک معروف، از جمله ژیزل و لوکورسیر، اولین بار توسط کمپانی اپرای پاریس رقصیدند. اپرای پاریس در طول تاریخ طولانی خود نام‌های رسمی بسیاری داشته‌است، اما از سال ۱۹۹۴ به عنوان اپرای ملی پاریس نامیده می‌شود. این شرکت در درجه اول باله را در کاخ گارنیه ارائه می‌کند. ارکستر پاریس در سال ۱۹۶۷ تأسیس شد، پس از انحلال ارکستر سوسیته دز کنسرت‌های کنسرواتوار، زمانی که رهبر ارکستر چارلز مونک توسط وزیر فرهنگ، آندره مالرو برای ایجاد یک ارکستر جدید در پاریس فراخوانده شد. محل اصلی ارکستر پاریس، فیلارمونی پاریس در سیته د لا موزیک، در پارک د لا ویلت در منطقه نوزدهم است. این سالن که توسط ژان نوول طراحی شده‌است، در سال ۲۰۱۵ افتتاح شد. ارکستر دارای ۱۱۹ نوازنده است و در طول فصل ۲۰۱۵–۲۰۱۶ پنجاه کنسرت برگزار خواهد کرد. مدیر موسیقی از سال 2010 Paavo Järvi است. او در سپتامبر ۲۰۱۶ توسط دنیل هاردینگ جایگزین خواهد شد.
پاریس چندین ارکستر و مکان مهم دیگر برای موسیقی کلاسیک و رقص دارد. ارکستر Lamoureux با نام رسمی Société des Nouveaux-Concerts که توسط کلود لامورو در سال ۱۸۸۱ تأسیس شد، نقش برجسته ای در موسیقی پاریس داشته‌است. اولین اجراهای شبانه کلود دبوسی (۱۹۰۰ و ۱۹۰۱) و لامر (۱۹۰۵) را به نمایش گذاشت. مدیر هنری فعلی پیر تیلوی است و آثار کلاسیک و جدید را اجرا می‌کند. اجراها در تئاتر دو شاتل، تئاتر شانزه لیزه، و گاهی در سالن سینمای گراند رکس، نقطه عطف هنر دکو در شهر، برگزار می‌شود.
حرفه نوازنده خیابانی از قرون وسطی در پاریس وجود داشته‌است - خوانندگان و نوازندگان خیابانی صنف حرفه ای خود را داشتند. در آغاز قرن هفدهم، محبوب‌ترین مکان برای نوازندگان پونت نوف بود. امروزه نوازندگان خیابانی از انواع مختلف را می‌توان در میادین و در مرکز پاریس، هر جا که مردم جمع می‌شوند، پیدا کرد. نوازندگانی که در تونل‌های متروی پاریس اجرا می‌کنند به دسته خاصی تعلق دارند. به دلیل فضای محدود، آنها باید امتحان شوند و برای انتساب به مکان خاصی انتخاب می‌شوند.
تعدادی از جشنواره‌های موسیقی سالانه در پاریس برگزار می‌شود، از جمله جشنواره جاز پاریس و جشنواره راک که هر ساله در ۲۱ ژوئن (انقلاب تابستانی) برگزار می‌شود.